# Diaparsis nutritor
Diaparsis nutritor là một loài tò vò trong họ Ichneumonidae.